# 1259 Ógyalla
Az 1259 Ógyalla (ideiglenes jelöléssel 1933 BT) a Naprendszer kisbolygóövében található aszteroida. Karl Wilhelm Reinmuth fedezte fel 1933. január 29-én, Heidelbergben.